# Juan Carlos Salazar Gómez
Juan Carlos Salazar Gómez, né à Medellín en Colombie, est le secrétaire général de l'Organisation de l'aviation civile internationale (OACI). Depuis mai 2018, il est directeur de l'Aerocivil, une position nommée par le président de la Colombie.